# Världsmästerskapet i fotboll 1962
Världsmästerskapet i fotboll 1962 spelades i Chile under perioden 30 maj–17 juni 1962. Brasilien vann turneringen genom att besegra Tjeckoslovakien med 3–1 i finalmatchen, medan Chile slog Jugoslavien med 1–0 i matchen om tredje pris.

## Översikt
1962 hade världsmästerskapet i fotboll återvänt till den sydamerikanska kontinenten, för första gången sedan 1950, då Brasilien var värdar. Årets värdar var Chile, enligt FIFAs beslut i Lissabon, i juni 1956. Turnering vanns av Brasilien, som tog titeln efter att ha vunnit över Tjeckoslovakien med 3–1 i finalen.
Endast tre länder tävlade om att få hålla VM detta år – Västtyskland, Argentina och Chile. Chile vann den striden, trots att det andra större och bättre utrustade sydamerikanska landet var favoriter. De behöll samma format som i Sverige-VM 1958, då 16 lag deltog i huvudturneringen, och dessa sexton delades upp i fyralagsgrupper. De två bästa lagen i varje grupp gick vidare till kvartsfinalerna.
I maj 1960, när förberedelserna var på god väg, drabbades Chile av den kraftigaste jordbävningen som någonsin registrerats och som orsakade en stor skada på den nationella infrastrukturen. Carlos Dittborn, chefen för organisationskommittén, sade då "Because we don't have anything, we will do everything in our power to rebuild" (ungefär: "För att vi inte har någonting, så kommer vi att göra allt i vår makt för att återuppbygga"), vilket blev en inofficiell slogan för turneringen. Arenorna och övrig infrastruktur byggdes upp rekordsnabbt och turneringen kunde genomföras utan någon som helst fördröjning. Carlos Dittborn själv fick dock inte uppleva turneringen, då han avled en månad före dess start. Matcharenan i Arica kallades upp efter honom i hans ära – och arenan bär fortfarande hans namn.

## Spelorter
| Arica Viña del Mar Santiago Rancagua | Chile 1962                                                      | Chile 1962                                                      |
| Arica Viña del Mar Santiago Rancagua | Arica                                                           | Rancagua                                                        |
| Arica Viña del Mar Santiago Rancagua | Estadio Carlos Dittborn Kapacitet: 17 786 Invigd: 15 april 1962 | Estadio Braden Copper Co. Kapacitet: 18 000 Invigd: 1 juni 1945 |
| Arica Viña del Mar Santiago Rancagua | Santiago                                                        | Viña del Mar                                                    |
| Arica Viña del Mar Santiago Rancagua | Estadio Nacional Kapacitet: 66 660 Invigd: 3 december 1938      | Estadio Sausalito Kapacitet: 18 037 Invigd: 8 september 1929    |

## Summering

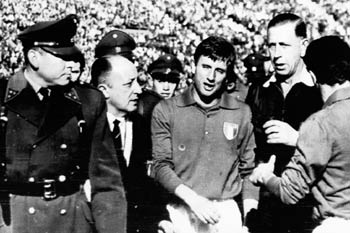
Italienare blir bortförda från planen av chilensk polis i "Slaget om Santiago".

För andra gången sedan 1950 spelades slutspelet i Sydamerika, och Brasilien kunde alltså försvara den första VM-titeln från 1958.
Turneringen präglades av mycket defensiv taktik, som också emellanåt beskylldes för att medvetet gå ut på att skada motståndaren, vilket i efterhand givit turneringen namnet "Det glömda världsmästerskapet". Den giftiga atmosfären kulminerade i matchen mellan Chile och Italien (2–0); känd som "Slaget om Santiago". Även om endast två spelare visades ut (båda italienare) av matchens domare Ken Aston, så försökte båda lagen skada motståndarna upprepade gånger, och det italienska laget behövde polisskydd för att säkert kunna lämna arenan.
Få lag och spelare levde upp till sina förväntningar och rykten under turneringen och Brasiliens Pelé, hjälten från 1958, blev skadad redan i den första gruppspelsmatchen mot Tjeckoslovakien. I hans frånvaro steg dock landsmannen Garrincha fram med fyra gjorda mål och ett i övrigt övertygande spel som lyfte fram honom som mästerskapets största stjärna. Sovjetunionens målvakt Lev Jasjin, världens bäste vid tiden, var i dålig form och kunde inte hindra att laget åkte ut i kvartsfinalen mot Chile (1–2). Ingen av stjärnorna från de dåvarande europeiska storklubbarna (Real Madrid, FC Barcelona, AC Milan och Benfica) lämnade heller något avtryck i turneringen. De enda ljuspunkterna i en annars mörk och tråkig turnering var Brasiliens unga stjärnskott Amarildo (ersättare för Pelé) och Garrincha, och hjältedåden Tjeckoslovakiens målvakt Viliam Schrojf i matcherna mot Ungern och Jugoslavien stått för. Nämnas bör också den inspirerande insatsen av värdnationen Chile som oväntat kom trea i turneringen och knep bronsmedaljen med ett relativt okänt lag. Detta genom utmärkt lagkänsla och med domarna på sin sida; det senare ett fenomen som setts fler än en gång i VM-historien.
I gruppspelsomgången vann Brasilien sin grupp före Tjeckoslovakien, Mexiko och Spanien. Sovjetunionen och Jugoslavien tog sig vidare från gruppen med Uruguay och Colombia. Ungern, tillsammans med England gick också till kvartsfinal medan Argentina och Bulgarien åkte hem. England och Argentina hade dock slutat på samma poäng och engelsmännen hade enbart tack vare bättre målskillnad gått vidare - en regel man nu för första gången tillämpade i en VM-turnering. Schweiz förlorade samtliga matcher, vilket tog Västtyskland och Chile vidare ur gruppen före Italien.
Överraskande nog så vann Chile kvartsfinalen över Sovjetunionen med 2–1 och gick vidare till semifinal där de, efter en briljant insats av den oförutsägbare dribblern Garrincha, som inkluderat två mål i 3–1-vinsten över England, fick möta Brasilien. 1–0-vinster för Jugoslavien och Tjeckoslovakien mot Västtyskland respektive Ungern gjorde så att de två slaviska staterna ställdes mot varandra i de andra semifinalen.
Knappt 6000 personer såg sedan Tjeckoslovakien vinna över Jugoslavien med 3–1, medan cirka 76600 bevittnade Brasiliens vinst över värdarna Chile med 4–2. Denna match såg två röda kort: Garrincha för Brasilien, och Landa för Chile. Chile tog sedan en tredjeplats efter att ha vunnit med 1–0, målet gjordes av Rojas i den 90:e minuten. Rojas, som dessförinnan också gjort mål i de båda nyckelmatcherna Chile-Sovjetunionen och Chile-Jugoslavien.
Det var på Estadio Nacional de Chile som finalen spelades, och redan efter 15 minuter fick Brasilien se sig själva ligga under med ett mål efter att Scherers långboll nått Masopust: 1–0 Tjeckoslovakien. Men, precis som VM fyra år tidigare, så slog Brasilien tillbaka och kvitterade två minuter senare genom Amarildo, efter ett misstag av den tjeckoslovakiske målvakten. Brasilien nöjde sig inte, och efter att Zito och Vavá gjort mål halvvägs in i andra halvlek kom inte tjeckoslovakerna tillbaka. Brasilien vann matchen med 3–1 och lyckades därmed försvara sin titel från 1958 - trots avsaknaden av Pelé.

## Deltagare
| Grupp 1 - Colombia - Jugoslavien - Sovjetunionen - Uruguay | Grupp 2 - Chile - Italien - Schweiz - Västtyskland | Grupp 3 - Brasilien - Mexiko - Spanien - Tjeckoslovakien | Grupp 4 - Argentina - Bulgarien - England - Ungern |

## Gruppspel

### Grupp 1
| Nr | Lag           | S | V | O | F | GM | IM | MS | P |
| -- | ------------- | - | - | - | - | -- | -- | -- | - |
| 1  | Sovjetunionen | 3 | 2 | 1 | 0 | 8  | 5  | +3 | 5 |
| 2  | Jugoslavien   | 3 | 2 | 0 | 1 | 8  | 3  | +5 | 4 |
| 3  | Uruguay       | 3 | 1 | 0 | 2 | 4  | 6  | −2 | 2 |
| 4  | Colombia      | 3 | 0 | 1 | 2 | 5  | 11 | −6 | 1 |

| 1     | 30 maj | Uruguay               | 2 – 1           | Colombia           | Estadio Carlos Dittborn                           |                                                   |
| 15:00 | 15:00  | Sasía 56′ Cubilla 75′ | (0 – 1) Rapport | Zuluaga 19′ (str.) | Arica Publik: 7 908 Domare: Andor Dorogi (Ungern) | Arica Publik: 7 908 Domare: Andor Dorogi (Ungern) |
| 15:00 | 15:00  |                       |                 |                    | Arica Publik: 7 908 Domare: Andor Dorogi (Ungern) | Arica Publik: 7 908 Domare: Andor Dorogi (Ungern) |
| 15:00 | 15:00  |                       |                 |                    | Arica Publik: 7 908 Domare: Andor Dorogi (Ungern) | Arica Publik: 7 908 Domare: Andor Dorogi (Ungern) |

| 5     | 31 maj | Sovjetunionen             | 2 – 0           | Jugoslavien | Estadio Carlos Dittborn                                  |                                                          |
| 15:00 | 15:00  | Ivanov 51′ Ponedelnik 83′ | (0 – 0) Rapport |             | Arica Publik: 15 000 Domare: Albert Dusch (Västtyskland) | Arica Publik: 15 000 Domare: Albert Dusch (Västtyskland) |
| 15:00 | 15:00  |                           |                 |             | Arica Publik: 15 000 Domare: Albert Dusch (Västtyskland) | Arica Publik: 15 000 Domare: Albert Dusch (Västtyskland) |
| 15:00 | 15:00  |                           |                 |             | Arica Publik: 15 000 Domare: Albert Dusch (Västtyskland) | Arica Publik: 15 000 Domare: Albert Dusch (Västtyskland) |

| 9     | 2 juni | Jugoslavien                               | 3 – 1           | Uruguay     | Estadio Carlos Dittborn                                   |                                                           |
| 15:00 | 15:00  | Skoblar 25′ (str.) Galić 29′ Jerković 49′ | (2 – 1) Rapport | Cabrera 19′ | Arica Publik: 8 829 Domare: Karol Galba (Tjeckoslovakien) | Arica Publik: 8 829 Domare: Karol Galba (Tjeckoslovakien) |
| 15:00 | 15:00  |                                           |                 |             | Arica Publik: 8 829 Domare: Karol Galba (Tjeckoslovakien) | Arica Publik: 8 829 Domare: Karol Galba (Tjeckoslovakien) |
| 15:00 | 15:00  |                                           |                 |             | Arica Publik: 8 829 Domare: Karol Galba (Tjeckoslovakien) | Arica Publik: 8 829 Domare: Karol Galba (Tjeckoslovakien) |

| 13    | 3 juni | Sovjetunionen                               | 4 – 4           | Colombia                                 | Estadio Carlos Dittborn                                  |                                                          |
| 15:00 | 15:00  | Ivanov 8′, 11′ Chislenko 10′ Ponedelnik 56′ | (3 – 1) Rapport | Aceros 21′ Coll 68′ Rada 72′ Klinger 86′ | Arica Publik: 8 040 Domare: João Etzel Filho (Brasilien) | Arica Publik: 8 040 Domare: João Etzel Filho (Brasilien) |
| 15:00 | 15:00  |                                             |                 |                                          | Arica Publik: 8 040 Domare: João Etzel Filho (Brasilien) | Arica Publik: 8 040 Domare: João Etzel Filho (Brasilien) |
| 15:00 | 15:00  |                                             |                 |                                          | Arica Publik: 8 040 Domare: João Etzel Filho (Brasilien) | Arica Publik: 8 040 Domare: João Etzel Filho (Brasilien) |

| 17    | 6 juni | Sovjetunionen          | 2 – 1           | Uruguay   | Estadio Carlos Dittborn                            |                                                    |
| 15:00 | 15:00  | Mamykin 38′ Ivanov 89′ | (1 – 0) Rapport | Sasía 54′ | Arica Publik: 9 973 Domare: Cesare Jonni (Italien) | Arica Publik: 9 973 Domare: Cesare Jonni (Italien) |
| 15:00 | 15:00  |                        |                 |           | Arica Publik: 9 973 Domare: Cesare Jonni (Italien) | Arica Publik: 9 973 Domare: Cesare Jonni (Italien) |
| 15:00 | 15:00  |                        |                 |           | Arica Publik: 9 973 Domare: Cesare Jonni (Italien) | Arica Publik: 9 973 Domare: Cesare Jonni (Italien) |

| 21    | 7 juni | Jugoslavien                                | 5 – 0           | Colombia | Estadio Carlos Dittborn                           |                                                   |
| 15:00 | 15:00  | Galić 20′, 61′ Jerković 25′, 87′ Melić 82′ | (2 – 0) Rapport |          | Arica Publik: 7 167 Domare: Carlos Robles (Chile) | Arica Publik: 7 167 Domare: Carlos Robles (Chile) |
| 15:00 | 15:00  |                                            |                 |          | Arica Publik: 7 167 Domare: Carlos Robles (Chile) | Arica Publik: 7 167 Domare: Carlos Robles (Chile) |
| 15:00 | 15:00  |                                            |                 |          | Arica Publik: 7 167 Domare: Carlos Robles (Chile) | Arica Publik: 7 167 Domare: Carlos Robles (Chile) |

### Grupp 2
| Nr | Lag          | S | V | O | F | GM | IM | MS | P |
| -- | ------------ | - | - | - | - | -- | -- | -- | - |
| 1  | Västtyskland | 3 | 2 | 1 | 0 | 4  | 1  | +3 | 5 |
| 2  | Chile        | 3 | 2 | 0 | 1 | 5  | 3  | +2 | 4 |
| 3  | Italien      | 3 | 1 | 1 | 1 | 3  | 2  | +1 | 3 |
| 4  | Schweiz      | 3 | 0 | 0 | 3 | 2  | 8  | −6 | 0 |

| 2     | 30 maj | Chile                           | 3 – 1           | Schweiz     | Estadio Nacional                                    |                                                     |
| 15:00 | 15:00  | L. Sánchez 44′, 55′ Ramírez 51′ | (1 – 1) Rapport | Wüthrich 6′ | Santiago Publik: 65 000 Domare: Ken Aston (England) | Santiago Publik: 65 000 Domare: Ken Aston (England) |
| 15:00 | 15:00  |                                 |                 |             | Santiago Publik: 65 000 Domare: Ken Aston (England) | Santiago Publik: 65 000 Domare: Ken Aston (England) |
| 15:00 | 15:00  |                                 |                 |             | Santiago Publik: 65 000 Domare: Ken Aston (England) | Santiago Publik: 65 000 Domare: Ken Aston (England) |

| 6     | 31 maj | Västtyskland | 0 – 0   | Italien | Estadio Nacional                                                   |                                                                    |
| 15:00 | 15:00  |              | Rapport |         | Santiago Publik: 65 440 Domare: Robert Holley Davidson (Skottland) | Santiago Publik: 65 440 Domare: Robert Holley Davidson (Skottland) |
| 15:00 | 15:00  |              |         |         | Santiago Publik: 65 440 Domare: Robert Holley Davidson (Skottland) | Santiago Publik: 65 440 Domare: Robert Holley Davidson (Skottland) |
| 15:00 | 15:00  |              |         |         | Santiago Publik: 65 440 Domare: Robert Holley Davidson (Skottland) | Santiago Publik: 65 440 Domare: Robert Holley Davidson (Skottland) |

| 10    | 2 juni | Chile                | 2 – 0           | Italien | Estadio Nacional                                    |                                                     |
| 15:00 | 15:00  | Ramírez 73′ Toro 87′ | (0 – 0) Rapport |         | Santiago Publik: 66 057 Domare: Ken Aston (England) | Santiago Publik: 66 057 Domare: Ken Aston (England) |
| 15:00 | 15:00  |                      |                 |         | Santiago Publik: 66 057 Domare: Ken Aston (England) | Santiago Publik: 66 057 Domare: Ken Aston (England) |
| 15:00 | 15:00  |                      |                 |         | Santiago Publik: 66 057 Domare: Ken Aston (England) | Santiago Publik: 66 057 Domare: Ken Aston (England) |

| 14    | 3 juni | Västtyskland          | 2 – 1           | Schweiz       | Estadio Nacional                                         |                                                          |
| 15:00 | 15:00  | Brülls 45′ Seeler 59′ | (1 – 0) Rapport | Schneiter 73′ | Santiago Publik: 64 922 Domare: Leo Horn (Nederländerna) | Santiago Publik: 64 922 Domare: Leo Horn (Nederländerna) |
| 15:00 | 15:00  |                       |                 |               | Santiago Publik: 64 922 Domare: Leo Horn (Nederländerna) | Santiago Publik: 64 922 Domare: Leo Horn (Nederländerna) |
| 15:00 | 15:00  |                       |                 |               | Santiago Publik: 64 922 Domare: Leo Horn (Nederländerna) | Santiago Publik: 64 922 Domare: Leo Horn (Nederländerna) |

| 18    | 6 juni | Västtyskland                    | 2 – 0           | Chile | Estadio Nacional                                                   |                                                                    |
| 15:00 | 15:00  | Szymaniak 21′ (str.) Seeler 82′ | (1 – 0) Rapport |       | Santiago Publik: 67 224 Domare: Robert Holley Davidson (Skottland) | Santiago Publik: 67 224 Domare: Robert Holley Davidson (Skottland) |
| 15:00 | 15:00  |                                 |                 |       | Santiago Publik: 67 224 Domare: Robert Holley Davidson (Skottland) | Santiago Publik: 67 224 Domare: Robert Holley Davidson (Skottland) |
| 15:00 | 15:00  |                                 |                 |       | Santiago Publik: 67 224 Domare: Robert Holley Davidson (Skottland) | Santiago Publik: 67 224 Domare: Robert Holley Davidson (Skottland) |

| 22    | 7 juni | Italien                     | 3 – 0           | Schweiz | Estadio Nacional                                                 |                                                                  |
| 15:00 | 15:00  | Mora 1′ Bulgarelli 65′, 67′ | (1 – 0) Rapport |         | Santiago Publik: 59 828 Domare: Nikolay Latyshev (Sovjetunionen) | Santiago Publik: 59 828 Domare: Nikolay Latyshev (Sovjetunionen) |
| 15:00 | 15:00  |                             |                 |         | Santiago Publik: 59 828 Domare: Nikolay Latyshev (Sovjetunionen) | Santiago Publik: 59 828 Domare: Nikolay Latyshev (Sovjetunionen) |
| 15:00 | 15:00  |                             |                 |         | Santiago Publik: 59 828 Domare: Nikolay Latyshev (Sovjetunionen) | Santiago Publik: 59 828 Domare: Nikolay Latyshev (Sovjetunionen) |

### Grupp 3
| Nr | Lag             | S | V | O | F | GM | IM | MS | P |
| -- | --------------- | - | - | - | - | -- | -- | -- | - |
| 1  | Brasilien       | 3 | 2 | 1 | 0 | 4  | 1  | +3 | 5 |
| 2  | Tjeckoslovakien | 3 | 1 | 1 | 1 | 2  | 3  | −1 | 3 |
| 3  | Mexiko          | 3 | 1 | 0 | 2 | 3  | 4  | −1 | 2 |
| 4  | Spanien         | 3 | 1 | 0 | 2 | 2  | 3  | −1 | 2 |

| 3     | 30 maj | Brasilien            | 2 – 0           | Mexiko | Estadio Sausalito                                              |                                                                |
| 15:00 | 15:00  | Zagallo 56′ Pelé 73′ | (0 – 0) Rapport |        | Viña del Mar Publik: 10 484 Domare: Gottfried Dienst (Schweiz) | Viña del Mar Publik: 10 484 Domare: Gottfried Dienst (Schweiz) |
| 15:00 | 15:00  |                      |                 |        | Viña del Mar Publik: 10 484 Domare: Gottfried Dienst (Schweiz) | Viña del Mar Publik: 10 484 Domare: Gottfried Dienst (Schweiz) |
| 15:00 | 15:00  |                      |                 |        | Viña del Mar Publik: 10 484 Domare: Gottfried Dienst (Schweiz) | Viña del Mar Publik: 10 484 Domare: Gottfried Dienst (Schweiz) |

| 7     | 31 maj | Tjeckoslovakien | 1 – 0           | Spanien | Estadio Sausalito                                                  |                                                                    |
| 15:00 | 15:00  | Štibrányi 80′   | (0 – 0) Rapport |         | Viña del Mar Publik: 12 700 Domare: Carl Erich Steiner (Österrike) | Viña del Mar Publik: 12 700 Domare: Carl Erich Steiner (Österrike) |
| 15:00 | 15:00  |                 |                 |         | Viña del Mar Publik: 12 700 Domare: Carl Erich Steiner (Österrike) | Viña del Mar Publik: 12 700 Domare: Carl Erich Steiner (Österrike) |
| 15:00 | 15:00  |                 |                 |         | Viña del Mar Publik: 12 700 Domare: Carl Erich Steiner (Österrike) | Viña del Mar Publik: 12 700 Domare: Carl Erich Steiner (Österrike) |

| 11    | 2 juni | Brasilien | 0 – 0   | Tjeckoslovakien | Estadio Sausalito                                               |                                                                 |
| 15:00 | 15:00  |           | Rapport |                 | Viña del Mar Publik: 14 903 Domare: Pierre Schwinte (Frankrike) | Viña del Mar Publik: 14 903 Domare: Pierre Schwinte (Frankrike) |
| 15:00 | 15:00  |           |         |                 | Viña del Mar Publik: 14 903 Domare: Pierre Schwinte (Frankrike) | Viña del Mar Publik: 14 903 Domare: Pierre Schwinte (Frankrike) |
| 15:00 | 15:00  |           |         |                 | Viña del Mar Publik: 14 903 Domare: Pierre Schwinte (Frankrike) | Viña del Mar Publik: 14 903 Domare: Pierre Schwinte (Frankrike) |

| 15    | 3 juni | Spanien   | 1 – 0           | Mexiko | Estadio Sausalito                                                |                                                                  |
| 15:00 | 15:00  | Peiró 90′ | (0 – 0) Rapport |        | Viña del Mar Publik: 11 875 Domare: Branko Tesanić (Jugoslavien) | Viña del Mar Publik: 11 875 Domare: Branko Tesanić (Jugoslavien) |
| 15:00 | 15:00  |           |                 |        | Viña del Mar Publik: 11 875 Domare: Branko Tesanić (Jugoslavien) | Viña del Mar Publik: 11 875 Domare: Branko Tesanić (Jugoslavien) |
| 15:00 | 15:00  |           |                 |        | Viña del Mar Publik: 11 875 Domare: Branko Tesanić (Jugoslavien) | Viña del Mar Publik: 11 875 Domare: Branko Tesanić (Jugoslavien) |

| 19    | 6 juni | Brasilien         | 2 – 1           | Spanien      | Estadio Sausalito                                             |                                                               |
| 15:00 | 15:00  | Amarildo 72′, 86′ | (0 – 1) Rapport | Adelardo 35′ | Viña del Mar Publik: 18 715 Domare: Sergio Bustamante (Chile) | Viña del Mar Publik: 18 715 Domare: Sergio Bustamante (Chile) |
| 15:00 | 15:00  |                   |                 |              | Viña del Mar Publik: 18 715 Domare: Sergio Bustamante (Chile) | Viña del Mar Publik: 18 715 Domare: Sergio Bustamante (Chile) |
| 15:00 | 15:00  |                   |                 |              | Viña del Mar Publik: 18 715 Domare: Sergio Bustamante (Chile) | Viña del Mar Publik: 18 715 Domare: Sergio Bustamante (Chile) |

| 23    | 7 juni | Mexiko                                       | 3 – 1           | Tjeckoslovakien | Estadio Sausalito                                              |                                                                |
| 15:00 | 15:00  | Díaz 12′ Del Águila 29′ Hernández 90′ (str.) | (2 – 1) Rapport | Mašek 1′        | Viña del Mar Publik: 10 648 Domare: Gottfried Dienst (Schweiz) | Viña del Mar Publik: 10 648 Domare: Gottfried Dienst (Schweiz) |
| 15:00 | 15:00  |                                              |                 |                 | Viña del Mar Publik: 10 648 Domare: Gottfried Dienst (Schweiz) | Viña del Mar Publik: 10 648 Domare: Gottfried Dienst (Schweiz) |
| 15:00 | 15:00  |                                              |                 |                 | Viña del Mar Publik: 10 648 Domare: Gottfried Dienst (Schweiz) | Viña del Mar Publik: 10 648 Domare: Gottfried Dienst (Schweiz) |

### Grupp 4
| Nr | Lag       | S | V | O | F | GM | IM | MS | P |
| -- | --------- | - | - | - | - | -- | -- | -- | - |
| 1  | Ungern    | 3 | 2 | 1 | 0 | 8  | 2  | +6 | 5 |
| 2  | England   | 3 | 1 | 1 | 1 | 4  | 3  | +1 | 3 |
| 3  | Argentina | 3 | 1 | 1 | 1 | 2  | 3  | −1 | 3 |
| 4  | Bulgarien | 3 | 0 | 1 | 2 | 1  | 7  | −6 | 1 |

| 4     | 30 maj | Argentina  | 1 – 0           | Bulgarien | Estadio El Teniente                                             |                                                                 |
| 15:00 | 15:00  | Facundo 4′ | (1 – 0) Rapport |           | Rancagua Publik: 7 134 Domare: Juan Gardeazábal Garay (Spanien) | Rancagua Publik: 7 134 Domare: Juan Gardeazábal Garay (Spanien) |
| 15:00 | 15:00  |            |                 |           | Rancagua Publik: 7 134 Domare: Juan Gardeazábal Garay (Spanien) | Rancagua Publik: 7 134 Domare: Juan Gardeazábal Garay (Spanien) |
| 15:00 | 15:00  |            |                 |           | Rancagua Publik: 7 134 Domare: Juan Gardeazábal Garay (Spanien) | Rancagua Publik: 7 134 Domare: Juan Gardeazábal Garay (Spanien) |

| 8     | 31 maj | Ungern               | 2 – 1           | England            | Estadio El Teniente                                     |                                                         |
| 15:00 | 15:00  | Tichy 17′ Albert 71′ | (1 – 0) Rapport | Flowers 60′ (str.) | Rancagua Publik: 7 938 Domare: Leo Horn (Nederländerna) | Rancagua Publik: 7 938 Domare: Leo Horn (Nederländerna) |
| 15:00 | 15:00  |                      |                 |                    | Rancagua Publik: 7 938 Domare: Leo Horn (Nederländerna) | Rancagua Publik: 7 938 Domare: Leo Horn (Nederländerna) |
| 15:00 | 15:00  |                      |                 |                    | Rancagua Publik: 7 938 Domare: Leo Horn (Nederländerna) | Rancagua Publik: 7 938 Domare: Leo Horn (Nederländerna) |

| 12    | 2 juni | England                                     | 3 – 1           | Argentina      | Estadio El Teniente                                             |                                                                 |
| 15:00 | 15:00  | Flowers 17′ (str.) Charlton 42′ Greaves 67′ | (2 – 0) Rapport | Sanfilippo 81′ | Rancagua Publik: 9 794 Domare: Nikolay Latyshev (Sovjetunionen) | Rancagua Publik: 9 794 Domare: Nikolay Latyshev (Sovjetunionen) |
| 15:00 | 15:00  |                                             |                 |                | Rancagua Publik: 9 794 Domare: Nikolay Latyshev (Sovjetunionen) | Rancagua Publik: 9 794 Domare: Nikolay Latyshev (Sovjetunionen) |
| 15:00 | 15:00  |                                             |                 |                | Rancagua Publik: 9 794 Domare: Nikolay Latyshev (Sovjetunionen) | Rancagua Publik: 9 794 Domare: Nikolay Latyshev (Sovjetunionen) |

| 16    | 3 juni | Ungern                                        | 6 – 1           | Bulgarien   | Estadio El Teniente                                             |                                                                 |
| 15:00 | 15:00  | Albert 1′, 6′, 53′ Tichy 8′, 70′ Solymosi 12′ | (4 – 0) Rapport | Sokolov 64′ | Rancagua Publik: 7 442 Domare: Juan Gardeazábal Garay (Spanien) | Rancagua Publik: 7 442 Domare: Juan Gardeazábal Garay (Spanien) |
| 15:00 | 15:00  |                                               |                 |             | Rancagua Publik: 7 442 Domare: Juan Gardeazábal Garay (Spanien) | Rancagua Publik: 7 442 Domare: Juan Gardeazábal Garay (Spanien) |
| 15:00 | 15:00  |                                               |                 |             | Rancagua Publik: 7 442 Domare: Juan Gardeazábal Garay (Spanien) | Rancagua Publik: 7 442 Domare: Juan Gardeazábal Garay (Spanien) |

| 20    | 6 juni | Ungern | 0 – 0   | Argentina | Estadio El Teniente                                             |                                                                 |
| 15:00 | 15:00  |        | Rapport |           | Rancagua Publik: 7 945 Domare: Arturo Yamasaki Maldonado (Peru) | Rancagua Publik: 7 945 Domare: Arturo Yamasaki Maldonado (Peru) |
| 15:00 | 15:00  |        |         |           | Rancagua Publik: 7 945 Domare: Arturo Yamasaki Maldonado (Peru) | Rancagua Publik: 7 945 Domare: Arturo Yamasaki Maldonado (Peru) |
| 15:00 | 15:00  |        |         |           | Rancagua Publik: 7 945 Domare: Arturo Yamasaki Maldonado (Peru) | Rancagua Publik: 7 945 Domare: Arturo Yamasaki Maldonado (Peru) |

| 24    | 7 juni | England | 0 – 0   | Bulgarien | Estadio El Teniente                                      |                                                          |
| 15:00 | 15:00  |         | Rapport |           | Rancagua Publik: 5 700 Domare: Antoine Blavier (Belgien) | Rancagua Publik: 5 700 Domare: Antoine Blavier (Belgien) |
| 15:00 | 15:00  |         |         |           | Rancagua Publik: 5 700 Domare: Antoine Blavier (Belgien) | Rancagua Publik: 5 700 Domare: Antoine Blavier (Belgien) |
| 15:00 | 15:00  |         |         |           | Rancagua Publik: 5 700 Domare: Antoine Blavier (Belgien) | Rancagua Publik: 5 700 Domare: Antoine Blavier (Belgien) |

## Slutspel

### Slutspelsträd
|  | Kvartsfinaler          | Kvartsfinaler          |                    |   | Semifinaler | Semifinaler |  |  | Final | Final |
|  |                        |                        |                    |   |             |             |  |  |       |       |
|  | 10 juni – Viña del Mar |                        |                    |   |             |             |  |  |       |       |
|  |                        |                        |                    |   |             |             |  |  |       |       |
|  | Brasilien              | 3                      |                    |   |             |             |  |  |       |       |
|  | Brasilien              | 3                      | 13 juni – Santiago |   |             |             |  |  |       |       |
|  | England                | 1                      |                    |   |             |             |  |  |       |       |
|  | England                | 1                      | Brasilien          | 4 |             |             |  |  |       |       |
|  | 10 juni – Arica        |                        | Brasilien          | 4 |             |             |  |  |       |       |
|  |                        | Chile                  | 2                  |   |             |             |  |  |       |       |
|  | Chile                  | Chile                  | 2                  | 2 |             |             |  |  |       |       |
|  | Chile                  |                        | 17 juni – Santiago | 2 |             |             |  |  |       |       |
|  | Sovjetunionen          | 1                      |                    |   |             |             |  |  |       |       |
|  | Sovjetunionen          | 1                      | Brasilien          | 3 |             |             |  |  |       |       |
|  | 10 juni – Rancagua     |                        | Brasilien          | 3 |             |             |  |  |       |       |
|  |                        | Tjeckoslovakien        | 1                  |   |             |             |  |  |       |       |
|  | Tjeckoslovakien        | Tjeckoslovakien        | 1                  | 1 |             |             |  |  |       |       |
|  | Tjeckoslovakien        | 13 juni – Viña del Mar |                    | 1 |             |             |  |  |       |       |
|  | Ungern                 | 0                      |                    |   |             |             |  |  |       |       |
|  | Ungern                 | 0                      | Tjeckoslovakien    | 3 |             |             |  |  |       |       |
|  | 10 juni – Santiago     |                        | Tjeckoslovakien    | 3 |             |             |  |  |       |       |
|  |                        | Jugoslavien            | 1                  |   | Bronsmatch  | Bronsmatch  |  |  |       |       |
|  | Jugoslavien            | Jugoslavien            | 1                  | 1 | Bronsmatch  | Bronsmatch  |  |  |       |       |
|  | Jugoslavien            |                        | 16 juni – Santiago | 1 |             |             |  |  |       |       |
|  | Västtyskland           | 0                      |                    |   |             |             |  |  |       |       |
|  | Västtyskland           | 0                      | Chile              | 1 |             |             |  |  |       |       |
|  |                        |                        |                    |   |             |             |  |  |       |       |
|  | Jugoslavien            | 0                      |                    |   |             |             |  |  |       |       |
|  | Jugoslavien            | 0                      |                    |   |             |             |  |  |       |       |

### Kvartsfinaler
| 25    | 10 juni | Chile                 | 2 – 1           | Sovjetunionen | Estadio Carlos Dittborn                               |                                                       |
| 14:30 | 14:30   | Sánchez 11′ Rojas 29′ | (2 – 1) Rapport | Chislenko 26′ | Arica Publik: 17 268 Domare: Leo Horn (Nederländerna) | Arica Publik: 17 268 Domare: Leo Horn (Nederländerna) |
| 14:30 | 14:30   |                       |                 |               | Arica Publik: 17 268 Domare: Leo Horn (Nederländerna) | Arica Publik: 17 268 Domare: Leo Horn (Nederländerna) |
| 14:30 | 14:30   |                       |                 |               | Arica Publik: 17 268 Domare: Leo Horn (Nederländerna) | Arica Publik: 17 268 Domare: Leo Horn (Nederländerna) |

| 26    | 10 juni | Jugoslavien   | 1 – 0           | Västtyskland | Estadio Nacional                                                 |                                                                  |
| 14:30 | 14:30   | Radaković 85′ | (0 – 0) Rapport |              | Santiago Publik: 63 324 Domare: Arturo Yamasaki Maldonado (Peru) | Santiago Publik: 63 324 Domare: Arturo Yamasaki Maldonado (Peru) |
| 14:30 | 14:30   |               |                 |              | Santiago Publik: 63 324 Domare: Arturo Yamasaki Maldonado (Peru) | Santiago Publik: 63 324 Domare: Arturo Yamasaki Maldonado (Peru) |
| 14:30 | 14:30   |               |                 |              | Santiago Publik: 63 324 Domare: Arturo Yamasaki Maldonado (Peru) | Santiago Publik: 63 324 Domare: Arturo Yamasaki Maldonado (Peru) |

| 27    | 10 juni | Brasilien                   | 3 – 1           | England      | Estadio Sausalito                                               |                                                                 |
| 14:30 | 14:30   | Garrincha 31′, 59′ Vavá 53′ | (1 – 1) Rapport | Hitchens 38′ | Viña del Mar Publik: 17 736 Domare: Pierre Schwinte (Frankrike) | Viña del Mar Publik: 17 736 Domare: Pierre Schwinte (Frankrike) |
| 14:30 | 14:30   |                             |                 |              | Viña del Mar Publik: 17 736 Domare: Pierre Schwinte (Frankrike) | Viña del Mar Publik: 17 736 Domare: Pierre Schwinte (Frankrike) |
| 14:30 | 14:30   |                             |                 |              | Viña del Mar Publik: 17 736 Domare: Pierre Schwinte (Frankrike) | Viña del Mar Publik: 17 736 Domare: Pierre Schwinte (Frankrike) |

| 28    | 10 juni | Tjeckoslovakien | 1 – 0           | Ungern | Estadio El Teniente                                              |                                                                  |
| 14:30 | 14:30   | Scherer 13′     | (1 – 0) Rapport |        | Rancagua Publik: 11 690 Domare: Nikolay Latyshev (Sovjetunionen) | Rancagua Publik: 11 690 Domare: Nikolay Latyshev (Sovjetunionen) |
| 14:30 | 14:30   |                 |                 |        | Rancagua Publik: 11 690 Domare: Nikolay Latyshev (Sovjetunionen) | Rancagua Publik: 11 690 Domare: Nikolay Latyshev (Sovjetunionen) |
| 14:30 | 14:30   |                 |                 |        | Rancagua Publik: 11 690 Domare: Nikolay Latyshev (Sovjetunionen) | Rancagua Publik: 11 690 Domare: Nikolay Latyshev (Sovjetunionen) |

### Semifinaler
| 29    | 13 juni | Brasilien                       | 4 – 2           | Chile                       | Estadio Nacional                                                 |                                                                  |
| 14:30 | 14:30   | Garrincha 9′, 32′ Vavá 47′, 78′ | (2 – 1) Rapport | Toro 42′ Sánchez 61′ (str.) | Santiago Publik: 76 500 Domare: Arturo Yamasaki Maldonado (Peru) | Santiago Publik: 76 500 Domare: Arturo Yamasaki Maldonado (Peru) |
| 14:30 | 14:30   |                                 |                 |                             | Santiago Publik: 76 500 Domare: Arturo Yamasaki Maldonado (Peru) | Santiago Publik: 76 500 Domare: Arturo Yamasaki Maldonado (Peru) |
| 14:30 | 14:30   |                                 |                 |                             | Santiago Publik: 76 500 Domare: Arturo Yamasaki Maldonado (Peru) | Santiago Publik: 76 500 Domare: Arturo Yamasaki Maldonado (Peru) |

| 30    | 13 juni | Tjeckoslovakien                     | 3 – 1           | Jugoslavien  | Estadio Sausalito                                             |                                                               |
| 14:30 | 14:30   | Kadraba 48′ Scherer 80′, 84′ (str.) | (0 – 0) Rapport | Jerković 69′ | Viña del Mar Publik: 5 890 Domare: Gottfried Dienst (Schweiz) | Viña del Mar Publik: 5 890 Domare: Gottfried Dienst (Schweiz) |
| 14:30 | 14:30   |                                     |                 |              | Viña del Mar Publik: 5 890 Domare: Gottfried Dienst (Schweiz) | Viña del Mar Publik: 5 890 Domare: Gottfried Dienst (Schweiz) |
| 14:30 | 14:30   |                                     |                 |              | Viña del Mar Publik: 5 890 Domare: Gottfried Dienst (Schweiz) | Viña del Mar Publik: 5 890 Domare: Gottfried Dienst (Schweiz) |

### Bronsmatch
| 31    | 16 juni | Chile     | 1 – 0           | Jugoslavien | Estadio Nacional                                                 |                                                                  |
| 14:30 | 14:30   | Rojas 90′ | (0 – 0) Rapport |             | Santiago Publik: 67 000 Domare: Juan Gardeazábal Garay (Spanien) | Santiago Publik: 67 000 Domare: Juan Gardeazábal Garay (Spanien) |
| 14:30 | 14:30   |           |                 |             | Santiago Publik: 67 000 Domare: Juan Gardeazábal Garay (Spanien) | Santiago Publik: 67 000 Domare: Juan Gardeazábal Garay (Spanien) |
| 14:30 | 14:30   |           |                 |             | Santiago Publik: 67 000 Domare: Juan Gardeazábal Garay (Spanien) | Santiago Publik: 67 000 Domare: Juan Gardeazábal Garay (Spanien) |

### Final
| 32    | 17 juni | Brasilien                      | 3 – 1           | Tjeckoslovakien | Estadio Nacional                                                 |                                                                  |
| 14:30 | 14:30   | Amarildo 17′ Zito 69′ Vavá 78′ | (1 – 1) Rapport | Masopust 15′    | Santiago Publik: 68 679 Domare: Nikolay Latyshev (Sovjetunionen) | Santiago Publik: 68 679 Domare: Nikolay Latyshev (Sovjetunionen) |
| 14:30 | 14:30   |                                |                 |                 | Santiago Publik: 68 679 Domare: Nikolay Latyshev (Sovjetunionen) | Santiago Publik: 68 679 Domare: Nikolay Latyshev (Sovjetunionen) |
| 14:30 | 14:30   |                                |                 |                 | Santiago Publik: 68 679 Domare: Nikolay Latyshev (Sovjetunionen) | Santiago Publik: 68 679 Domare: Nikolay Latyshev (Sovjetunionen) |

## VM-profiler
- Brasilien: Garrincha, Didí, Djalma Santos, Vavá
- Tjeckoslovakien: Josef Masopust, Viliam Schrojf
- Chile: Jorge Toro, Leonel Sánchez, Eladio Rojas
- Jugoslavien: Drazen Jerkovic, Dragoslav Sekularac
- England: Bobby Charlton
- Sovjetunionen: Lev Jasjin
- Ungern: Flórián Albert
- Västtyskland: Uwe Seeler
- Spanien: Luis Suárez